# Панченко Олег Анатолійович
Панченко Олег Анатолійович (8 липня 1962 р., м. Костянтинівка) — доктор медичних наук, доктор філософії, доктор наук з державного управління,  Заслужений лікар України, професор, Генеральний директор ДЗ «Науково-практичний медичний реабілітаційно-діагностичний центр МОЗ України»

## Освіта
- Донецький державний університет, журналіст (1984 р.)
- Донецький державний медичний інститут (1985 р.)

В роки навчання займався науковою роботою, був призером кількох конференцій і отримав рекомендацію на наукову діяльність.
- 1985 р. — дільничий педіатр дитячої лікарні у м. Костянтинівка Донецької області;
- квітень 1987 р. — у складі медбригади брав участь в роботах по реабілітації ліквідаторів аварії Чорнобильської АЕС.
- 1988 р. — лікар-психотерапевт психіатричної лікарні, організував міську психотерапевтичну службу.

У лікуванні посттравматичних стресових розладів використовує методи, які раніше не застосовувалися:
- індивідуальна й групова психотерапія,
- емоційно-стресова психотерапія,
- психологічні та психофізіологічні методи діагностики контролю за станом здоров'я пацієнтів,
- голкорефлексотерапія,
- лазеротерапія,
- електронейроміостимуляція та інші.

Обстеження кори головного мозку із застосуванням ехоенцефалографії, реовазографії, електроенцефалографії.
- квітень 1991 р.- захист дисертації на здобуття вченого ступеня кандидата медичних наук.
- листопад 1991 р. — головний лікар Реабілітаційно-діагностичного центру.
- 12 квітня 1995 р. — захист докторської дисертації за темою: «Реабілітація психічних розладів у учасників ліквідації наслідків аварії на Чорнобильській АЕС в віддаленому періоді».
- 2002 р. — доцент кафедри медичної біофізики і медапаратури з клінічної інформатики Донецького національного медичного університету ім. М.Горького (ДНМУ).
- 2004 р. — директор Державного закладу "Медичний центр «Реабілітаційно-діагностичний центр» Міністерства охорони здоров'я України.

- 16 грудня 2004 р. — присвоєне вчене звання — професор кафедри медичної біофізики і медапаратури з клінічної інформатики ДНМУ ім. М.Горького. Лауреат премії ім.академіка АМН України В. П. Протопопова

- 15 червня 2006 р. — Указом Президента України № 524 присвоєно вчене звання «Заслужений лікар України».
- У серпні 2007 року отримав науковий ступінь доктора філософії.
- З 2008 по 2009 рік директор Державного закладу «Медичний центр» Реабілітаційно-діагностичний центр МОЗ України».
- З 2009 року директор Державного закладу «Науково-практичний медичний реабілітаційно-діагностичний центр МОЗ України».
- З лютого 2011 року та по теперішній час головний науковий співробітник наукового відділу Державного закладу «Науково-практичний медичний реабілітаційно-діагностичний центр МОЗ України».
- З 2013 року по 2021 рік професор кафедри медичної інформатики Національної медичної академії післядипломної освіти ім. П.Л. Шупика.
- З 23 червня 2014 року  по теперішній час президент Громадської організації «Всеукраїнська професійна психіатрична ліга».
- З листопада 2020 року обраний депутатом Краматорської районної ради.
- 18 грудня 2020 року обраний головою постійної комісії з питань соціального захисту населення, освіти, науки, охорони здоров’я, культури, духовності, фізкультури, спорту, молодіжної політики та туризму Краматорської районної ради.
- 09 лютого 2021 року отримав диплом доктора наук з державного управління за спеціальністю 25.00.05. – державне управління у сфері державної безпеки та охорони громадського порядку, на тему: «Державне управління інформаційною безпекою в епоху турбулентності».
- З листопада 2022 року  генеральний директор Державного закладу «Науково-практичний медичний реабілітаційно-діагностичний центр МОЗ України»

## Науковий внесок
Автор понад 800 наукових праць, у тому числі 7 патентів, 32 монографій, 12 методичних рекомендацій, 3 навчально-довідникових посібників.
- «Медико-психологическое обеспечение безопасности и надежности работы персонала атомних электростанций» (1994),
- «Психосоматические расстройства. Актуальные проблемы реабилитации» (2001),
- «Реабилитация и абилитация человека. Интегративно-информационные технологии» (2004),
- «Реабилитация и абилитация человека. Социально-психологическая безопасность и психическое здоровье» (2006),
- «Медицина и Интернет» (2008).

Активно займається роботою зі створення концептуального (науково-методичного) клініко-психологічного забезпечення захисту від наслідків інформаційно-психологічних впливів. Неодноразово виїжджав у регіони країни, де проводив заходи, спрямовані на вдосконалювання системи державної безпеки й безпеки особистості, реабілітації осіб, які брали участь у ліквідації надзвичайних ситуацій. Автор наукового напряму у медицині «Абілітація».

## Нагороди
- орден Петра Великого,
- орден М. Ломоносова,
- орден Св. Князя О. Невського,
- орден Д. Донського.
- За заслуги й великий особистий внесок розвиток вітчизняної медицини й охорони здоров'я визнаний гідним ордена М. І. Пірогова.
- За заслуги у розвитку соціального прогресу, збагачення загальнолюдських цінностей та професійні досягнення удостоєний звання лауреата Всеукраїнського рейтингу «Особистість року».

## Реабілітаційно-діагностичний центр
На сьогоднішній день Реабілітаційно-діагностичний центр надає висококваліфіковану діагностичну, лікувально-профілактичну та реабілітаційну допомогу громадянам України, постраждалим внаслідок аварії на Чорнобильській АЕС, учасникам бойових дій, атомникам, підводникам, шахтарям, іншим пільговим категоріям громадян.
РДЦ також надає психолого-психіатричну та психотерапевтичну допомогу постраждалим внаслідок техногенних аварій і природних катастроф та медико-психологічну реабілітацію й абілітацію особам, професійна діяльність яких пов'язана із психологічними стресами й підвищеним ризиком для життя і здоров'я:
- особовий склад МНС,
- аварійно-рятувальних служб;
- особам, які зазнають хронічного стресу, тобто дітям-інвалідам і членам їхніх родин;

Також РДЦ впроваджує заходи щодо виконання державних програм.
Основні перспективні напрямки роботи Центру:
1. Підвищення ролі амбулаторної психіатричної служби в системі надання допомоги і профілактики розладів психічного здоров'я населення України, зумовлених психологічними, соціально-детермінованими чинниками, техногенними катастрофами.
2. Рання діагностика психосоматичних розладів та факторів, які до них призводять (соціальні, нейрогуморальні, органічні розлади ЦНС, порушення адаптації).
3. Вдосконалення медико-психологічної допомоги населенню, підвищення ролі психолога в напрямку активізації психогігієнічних і психопрофілактичних заходів.
4. Розвиток психологічного консультування і психокорекційного напрямку для контингентів, які працюють в екстремальних умовах.
5. Оцінка впливу наднизьких температур на психофізіологічні функції організму.
6. Надання висококваліфікованої спеціалізованої діагностичної допомоги з використанням променевих методів діагностики.
7. Діагностика та скринінгові дослідження онкопатології.
8. Надання медичної допомоги хворим з хронічною нирковою недостатністю з використанням апаратних методів лікування.
9. Надання невідкладної допомоги при станах, які потребують детоксикації.
10. Телемедицина в розвитку консультативної допомоги та у підготовці фахівців.
11. Діагностика патології щитоподібної залози та порушень гормонального статусу людини.
12. Раннє виявлення та лікування захворювань хребта з використанням фізіотерапевтичних методів.
13. Реабілітаційна допомога дітям з захворюваннями органів дихання та кістково-м'язової системи.
14. Соціальна адаптація дітей-інвалідів та дорослих.
15. Сімейне консультування з наданням психологічної та психотерапевтичної допомоги особам, які мешкають з інвалідами.

Центром проводиться наукова та організаційно-методична робота з удосконалення лікувально-діагностичного процесу. Протягом останніх років Центр тісно співпрацює із провідними медичними та профільними вузами України.
Донецький національний медичний університет ім. М. Горького проводить наукову та організаційно-методичну підтримку РДЦ. Кафедрою медичної біофізики, медапаратури та клінічної інформатики під керівництвом доктора біологічних наук, професора Ляха Юрія Єремійовича реалізуються проекти з модернізації діагностичної медичної апаратури та програмного забезпечення.
| Персоналії | Це незавершена стаття про особу. Ви можете допомогти проєкту, виправивши або дописавши її. |